# 2019冠狀病毒病疫情對經濟的影響
2019冠状病毒病疫情对经济的影响深遠，超出了傳染病本身的影響。隨著嚴重急性呼吸系統綜合症冠狀病毒2型病毒在全球範圍內的傳播，人們的擔憂已經從供應方製造問題轉移到服務行業的業務下降。
大流行造成了歷史上最大的全球性衰退，超過全球三分之一的人口處於受封鎖狀態。
由於恐慌性購買、抗擊大流行的商品使用量增加以及中國大陸工廠和物流中斷，供應短缺持续影響多個行業，價格欺詐的情況亦時有發生。此外，大流行也衍生出物資被不當交易等问题，從而影響社會秩序。
在復蘇和遏制中，世界經濟體系的特點是經歷了重大而廣泛的不確定性。宏觀經濟學專家的經濟預測和共識顯示，在總體範圍、長期影響和預計復甦方面存在重大分歧。因此，鑑於存在廣泛的意見分歧，風險評估和應急計劃必須持保留態度。

## 背景
大流行在中國的最初爆發恰逢春運，這是與農曆新年假期相關的主要旅遊季節。國家和地區政府取消了包括一年一度的新年在內的一些人潮眾多的活動，私營公司也獨立關閉了商店和旅遊景點，如香港迪士尼樂園和上海迪士尼樂園。

## 评论
多家媒体在2022年指出，中共中央总书记习近平主导的“清零政策”与地方政府的科学精准防疫策略产生了冲突，防疫不再以科学为依据，而主要出于政治导向，是“政治防疫”。这些媒体声称，继续实行动态清零政策将使中国经济真正处于衰退状态，习近平将面临经济下行和清零政治需要这个无解的难题。
2022年5月，中國國務院總理李克強在「全國穩住經濟大盤電視電話會議」上罕見地坦言，中國經濟在某些方面和一定程度上，甚至比2020年疫情嚴重衝擊時還大。

## 另見
- 2019冠狀病毒病疫情引發的經濟衰退
- 非接觸式支付
- 遠距教學
- 網路銀行